# Graciliraptor
Graciliraptor – rodzaj teropoda z rodziny dromeozaurów (Dromaeosauridae).
Żył w epoce wczesnej kredy (ok. 136–122 mln lat temu) na terenach wschodniej Azji. Długość ciała ok. 1,2–1,4 m, wysokość ok. 50–60 cm, masa ciała ok. 20 kg. Jego szczątki znaleziono w Chinach (w prowincji Liaoning).
Opisany na podstawie części żuchwy, przedniej kończyny, części tylnych kończyn oraz kilku kości ogona. Na tylnych stopach miał duży szpon. Graciliraptor posiada szereg cech wczesnych ptaków, wskazując tym samym na pokrewieństwo ptaków i dromeozaurów.

## Etymologia
- Graciliraptor: łac. gracilis „smukły”; raptor, raptoris „złodziej, grabieżca”, od rapere „chwycić, zawładnąć”[2].
- lujiatunensis: wieś Lujiatun, Liaoning, Chińska Republika Ludowa[2].